# Les Herbiers

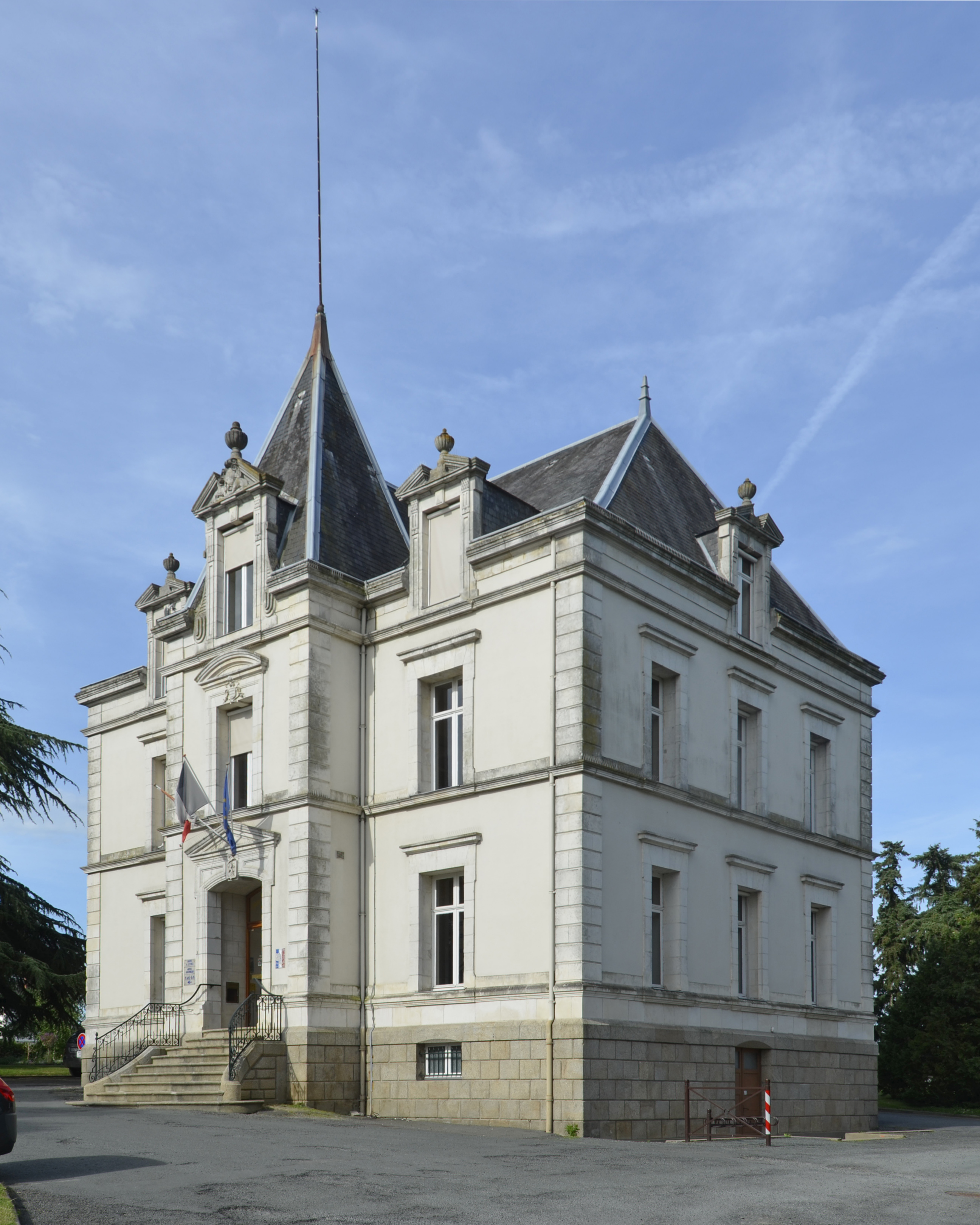
Mairie (Rathaus)

Les Herbiers [lez‿ɛʁbje] ist eine französische Gemeinde mit 16.589 Einwohnern (Stand: 1. Januar 2022) im Département Vendée in der Region Pays de la Loire. Sie gehört zum Arrondissement La Roche-sur-Yon, ist Hauptort des Kantons Les Herbiers und Sitz des Gemeindeverbandes Pays des Herbiers.

## Geografie
Die Gemeinde liegt im Westen Frankreichs, etwa 60 Kilometer südöstlich von Nantes und etwa 75 Kilometer von der Atlantikküste entfernt. Zum 88,78 km² großen Gemeindegebiet gehören zahlreiche Ortsteile und Weiler, darunter das Architekturprojekt Val de la Pellinière. Im Nordwesten erhebt sich der 232 m hohe Mont des Alouettes. In Les Herbiers entspringt die Grande Maine, ein Nebenfluss der Sèvre Nantaise.

## Bevölkerungsentwicklung
| Jahr                      | 1962 | 1968 | 1975   | 1982   | 1990   | 1999   | 2006   | 2016   |
| Einwohner                 | 4916 | 9050 | 10.599 | 12.049 | 13.413 | 13.937 | 14.833 | 15.972 |
| Quelle: Cassini und INSEE |      |      |        |        |        |        |        |        |

## Geschichte, Kultur und Sehenswürdigkeiten
- Am 13. Oktober 1792 wurde der Ort im Zuge des Aufstandes der Vendée auf ihrem Weg in die Schlacht bei La Tremblaye durch die Truppen des Revolutionsgenerals Antoine Marie Bard niedergebrannt.

Siehe auch: Liste der Monuments historiques in Les Herbiers
- Die Benediktiner-Abtei wurde 1130 gegründet; sie wurde während der Französischen Revolution aufgelöst und verkauft. Zum Teil wurden die Gebäude abgetragen, zum Teil anderen Nutzungen zugeführt. Das Erhaltene wurde 1946 zum Monument historique erklärt. 1979 hat sich wieder eine kleine Klostergemeinschaft angesiedelt.[2]
- Das Château d'Ardelay wurde im 15. Jahrhundert erbaut.
- Das Château de l'Etenduère ist nur noch als Ruine erhalten.
- Die Kirche Saint-Sauveur (Heiliger Erlöser) wurde im 15. Jahrhundert erbaut, im 19. Jahrhundert verändert.
- Les Herbiers ist Ende Oktober alljährlich Austragungsort des bekannten Radrennens Chrono des Nations.

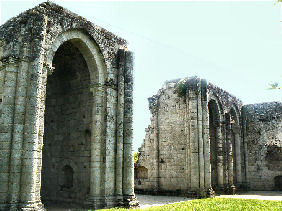
Benediktiner-Abtei Notre-Dame de la Grainetière
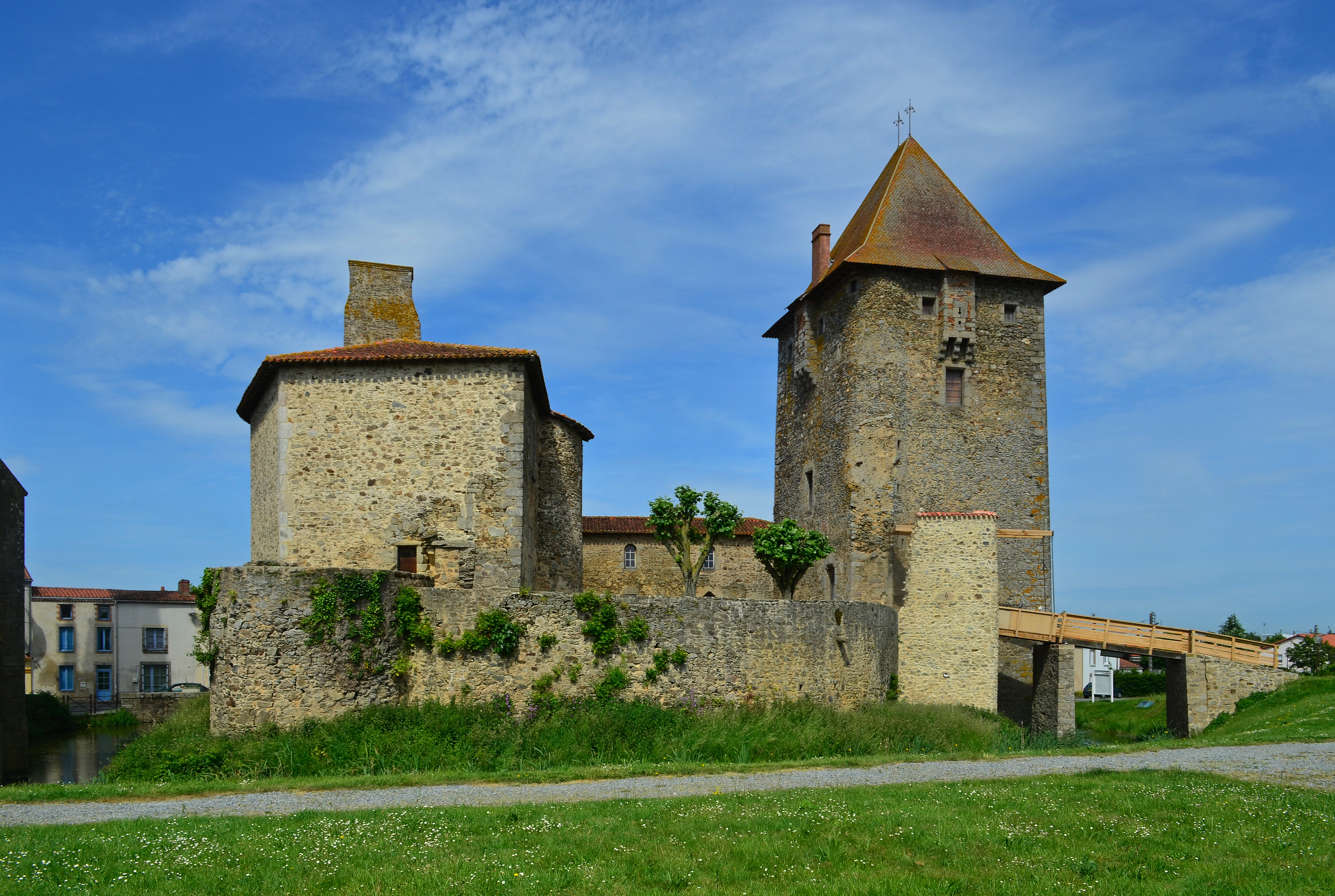
Château d’Ardelay
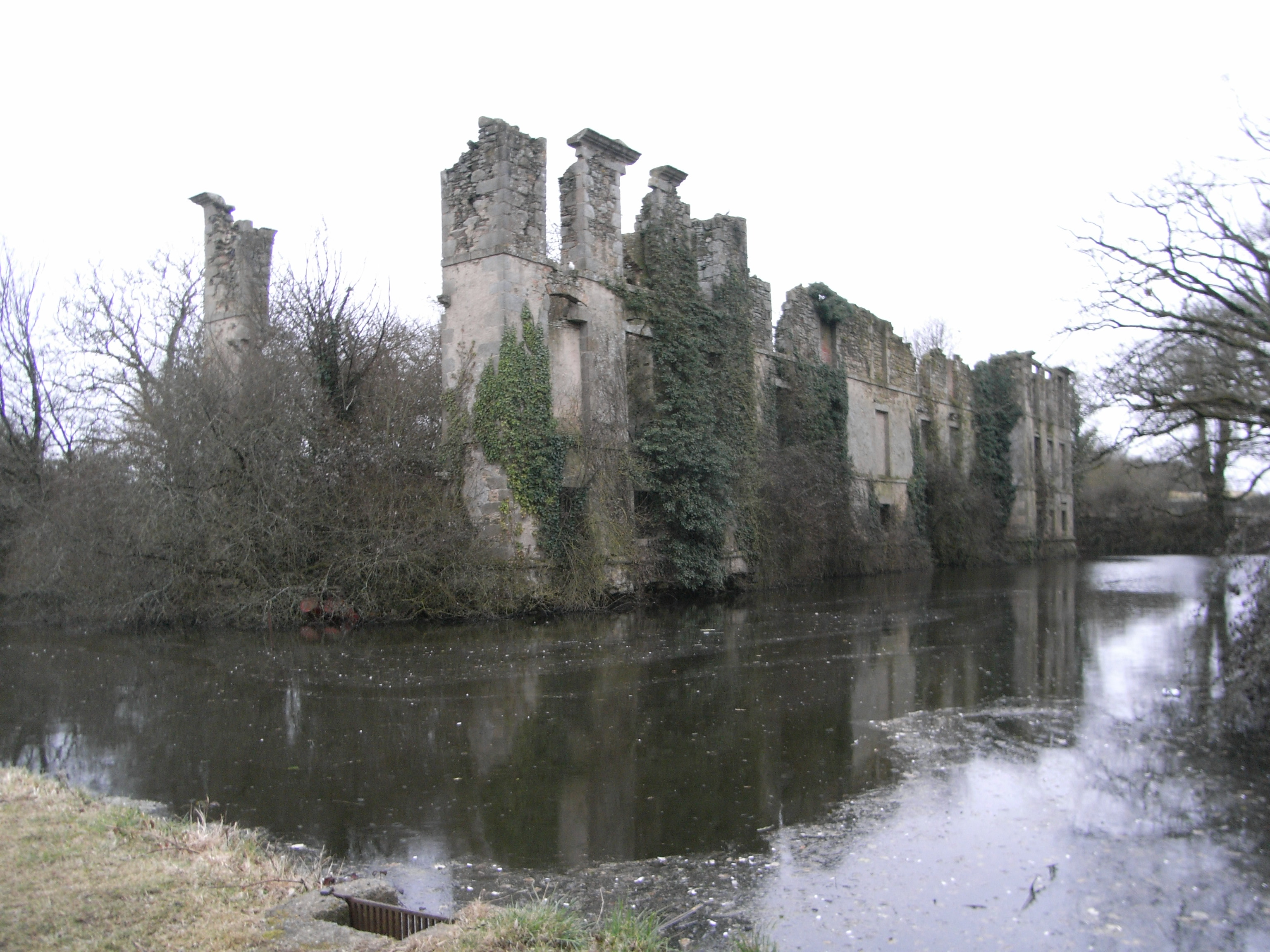
Château de l’Etenduère
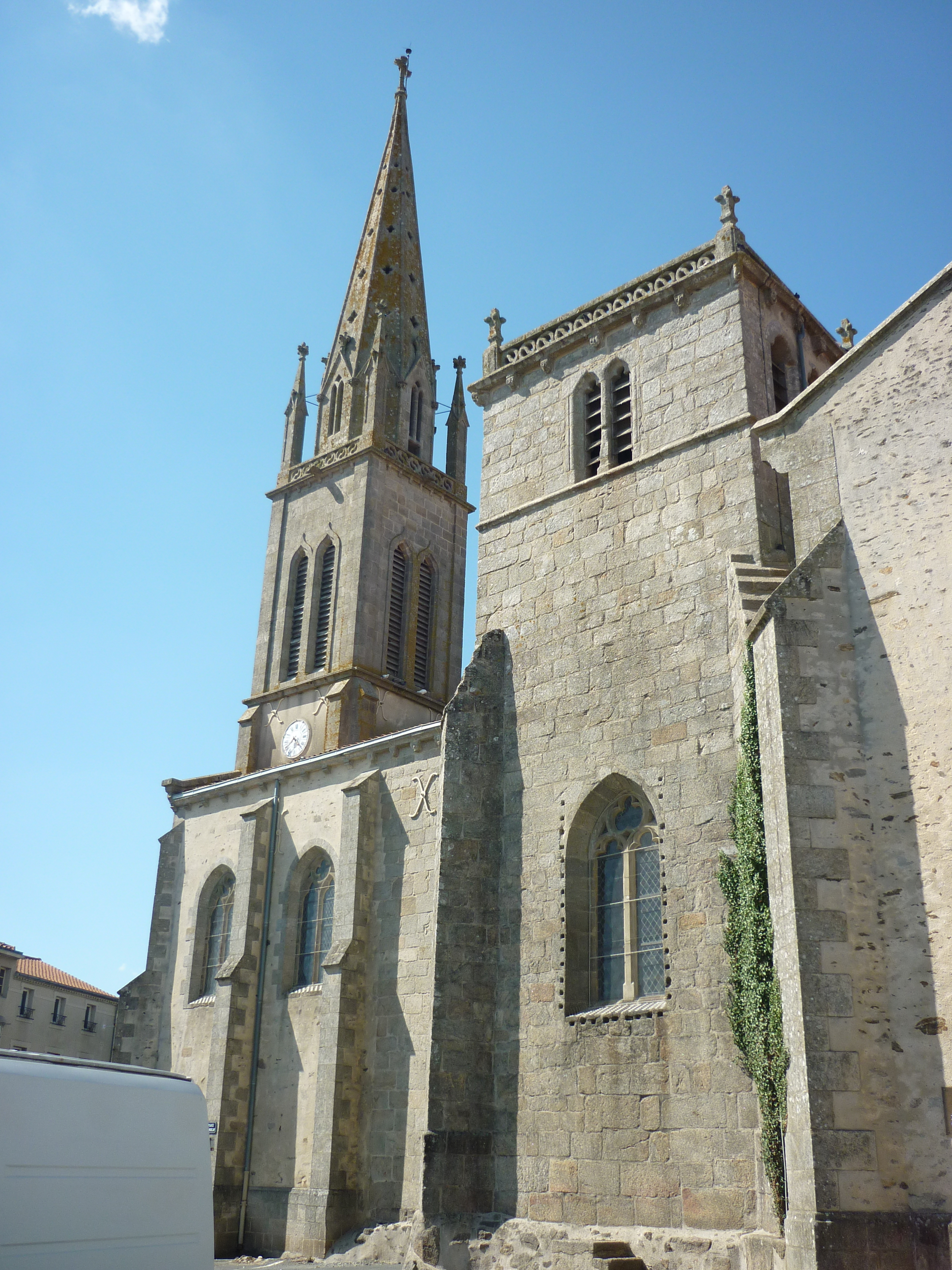
Kirche Saint-Sauveur

## Verkehr

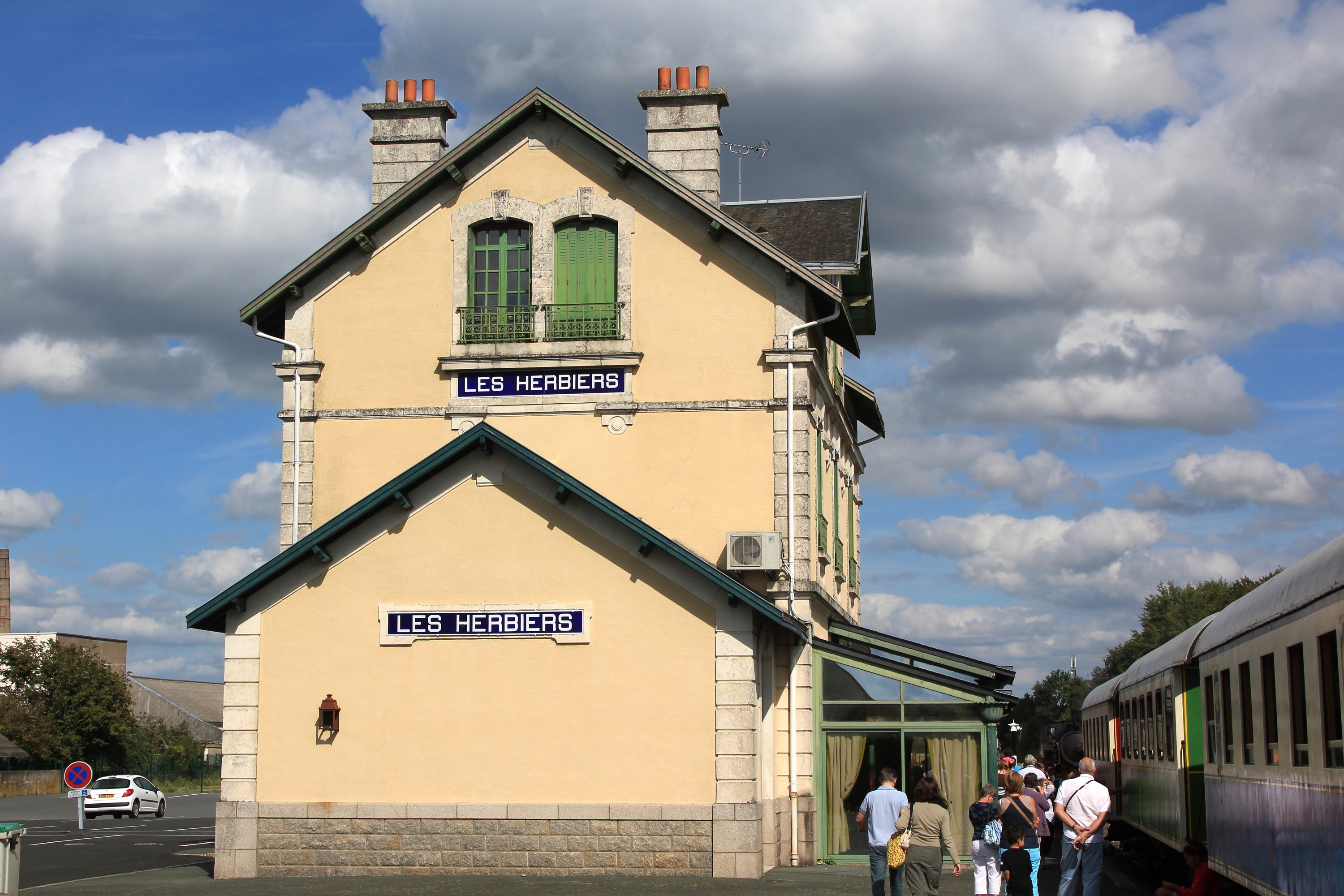
Bahnhof mit Zug der Museumseisenbahn

Les Herbiers hat einen Bahnhof an der Bahnstrecke Vouvant-Cezais–Saint-Christophe-du-Bois, die in diesem Abschnitt am 18. Juli 1914 von den Chemins de fer de l’État eröffnet wurde. 1939 endete der Personenverkehr, 1992 wurde auch der Güterverkehr eingestellt. Zwischen Les Herbiers und Mortagne-sur-Sèvre fahren heute touristische Züge der Museumseisenbahn Chemin de fer de la Vendée.

## Städtepartnerschaften
Les Herbiers pflegt Städtepartnerschaften
- seit 1997 mit Liebertwolkwitz, einem Stadtteil von Leipzig in Deutschland
- seit 1999 mit Newton in Wales
- seit 2000 mit Coria in Spanien

## Persönlichkeiten
- Guy Chevalier (* 1938), römisch-katholischer Geistlicher, Bischof von Taiohae o Tefenuaenata 1986–2015
- Yves Boivineau (* 1947), römisch-katholischer Geistlicher, Bischof von Annecy 2001–2022